# Salvador Mariona
Salvador Antonio Mariona Rivera (Santa Tecla, 27 de dezembro de 1943) é um ex-futebolista profissional salvadorenho, que atuava como defensor.

## Carreira
Salvador Mariona fez parte do elenco da histórica Seleção Salvadorenha de Futebol da Copa do Mundo de 1970, ele atuou em três partidas como capitão. 